# 1. Sport-Club von 1905 Göttingen 1976-1977
Questa voce raccoglie le informazioni riguardanti il 1. Sport-Club von 1905 Göttingen nelle competizioni ufficiali della stagione 1976-1977.

## Stagione
Nella stagione 1976-1977 il Göttingen, allenato da Reinhard Roder e Bernd Oles, concluse il campionato di 2. Bundesliga al 17º posto. In Coppa di Germania il Göttingen fu eliminato al primo turno dal Wormatia Worms.

## Rosa
| N. |                     | Ruolo | Calciatore        |
| -- | ------------------- | ----- | ----------------- |
|    | Germania (bandiera) | P     | Manfred Behrendt  |
|    | Germania (bandiera) | P     | Kurt Goetz        |
|    | Germania (bandiera) | P     | Karl-Heinz Scherz |
|    | Germania (bandiera) | D     | Harald Evers      |
|    | Germania (bandiera) | D     | Walter Gruler     |
|    | Germania (bandiera) | D     | Helmut Hinberg    |
|    | Germania (bandiera) | D     | Rainer Hollasch   |
|    | Germania (bandiera) | D     | Lothar Hübner     |
|    | Germania (bandiera) | C     | Bernd Brendel     |
|    | Germania (bandiera) | C     | Horst Hayer       |
|    | Germania (bandiera) | C     | Jürgen Krawczyk   |

| N. |                     | Ruolo | Calciatore         |
| -- | ------------------- | ----- | ------------------ |
|    | Germania (bandiera) | C     | Gerd Müller        |
|    | Germania (bandiera) | C     | Detlef Wolter      |
|    | Germania (bandiera) | C     | Manfred Zindel     |
|    | Germania (bandiera) | A     | Michael Bordt      |
|    | Germania (bandiera) | A     | Uwe Dreyer         |
|    | Germania (bandiera) | A     | Wilhelm Dybowski   |
|    | Germania (bandiera) | A     | Urban Klausmann    |
|    | Germania (bandiera) | A     | Wilfried Klinge    |
|    | Germania (bandiera) | A     | Bernd Krech        |
|    | Germania (bandiera) | A     | Walter Plaggemeyer |

## Organigramma societario
Area tecnica
- Allenatore: Bernd Oles
- Allenatore in seconda:
- Preparatore dei portieri:
- Preparatori atletici:

## Calciomercato

### Sessione estiva
| Acquisti | Acquisti         | Acquisti         | Acquisti |
| R.       | Nome             | da               | Modalità |
| -------- | ---------------- | ---------------- | -------- |
| P        | Manfred Behrendt | Wattenscheid 09  |          |
| A        | Michael Bordt    | FSV Francoforte  |          |
| A        | Urban Klausmann  | Waldhof Mannheim |          |
| A        | Wilfried Klinge  | Bayer Leverkusen |          |
| C        | Gerd Müller      | Homburg          |          |

| Cessioni | Cessioni          | Cessioni             | Cessioni |
| R.       | Nome              | a                    | Modalità |
| -------- | ----------------- | -------------------- | -------- |
| C        | Dieter Hochheimer | TeBe Berlino         |          |
| A        | Ulrich Hartung    | VfR Osterode 08      |          |
| D        | Friedel Mensink   | VfB Rheine           |          |
| C        | Wolfgang Narten   | 1. FC Wunstorf       |          |
| C        | Josef Votava      | Rot-Weiß Lüdenscheid |          |
| P        | Albert Wenzel     | Hermannia Kassel     |          |
| A        | Klaus Wolf        | Preußen Münster      |          |

### Sessione invernale
| Acquisti | Acquisti | Acquisti | Acquisti |
| R.       | Nome     | da       | Modalità |
| -------- | -------- | -------- | -------- |

| Cessioni | Cessioni | Cessioni | Cessioni |
| R.       | Nome     | a        | Modalità |
| -------- | -------- | -------- | -------- |

## Risultati

### 2. Bundesliga

#### Girone di andata
| Arbitro: | Barnick |

|                       |           |                |
| Ptaczynski 26’ (aut.) | Marcatori | 50’ Ptaczynski |

| Arbitro: | Eggert |

|                |           |              |
| Tune-Hansen 2’ | Marcatori | 23’ Hollasch |

| Arbitro: | Kopka |

|                          |           |                      |
| Klausmann 22’ Gruler 34’ | Marcatori | 80’ Seiler 89’ Graul |

| Arbitro: | Leyding |

|                      |           |  |
| Holz 16’ Lüttges 62’ | Marcatori |  |

| Arbitro: | Ahlenfelder |

|                                 |           |            |
| Klausmann 39’ Zindel 45’ (rig.) | Marcatori | 12’ Hammes |

| Arbitro: | Kindervater |

|                   |           |  |
| Riege 1’ Hahn 67’ | Marcatori |  |

| Arbitro: | Meijerink |

|           |           |                        |
| Hayer 46’ | Marcatori | 58’ Dzieciol 86’ Knüwe |

| Arbitro: | Teichert |

|             |           |                       |
| Haymann 85’ | Marcatori | 19’ Müller 29’ Zindel |

| Arbitro: | Waltert |

|  |           |              |
|  | Marcatori | 8’ Lunenburg |

| Arbitro: | Glasneck |

|             |           |            |
| Pröpper 87’ | Marcatori | 11’ Müller |

| Arbitro: | Schütte |

|                                            |           |                 |
| Dreyer 34’ (aut.) Burkhardt 44’ Mrosko 70’ | Marcatori | 16’ Plaggemeyer |

| Arbitro: | Retzmann |

|            |           |                          |
| Zindel 87’ | Marcatori | 49’ Thier 80’ Milasincic |

| Arbitro: | Lutz |

|                                     |           |                           |
| Schock 2’, 77’ Greif 22’ Hußner 60’ | Marcatori | 14’ Hochheimer 45’ Klinge |

| Arbitro: | Wahmann |

|                       |           |                                   |
| Gruler 47’ Klinge 52’ | Marcatori | 2’ Lasch 61’ Reinders 82’ Riepert |

| Arbitro: | Gathmann |

|                                                 |           |                             |
| Bläser 39’ (rig.) Kehr 49’ Glock 52’ Breuer 57’ | Marcatori | 76’, 87’ Bordt 78’ Krawczyk |

| Arbitro: | Niemann |

|                |           |  |
| Hochheimer 18’ | Marcatori |  |

| Arbitro: | Heitmann |

|            |           |                                                    |
| Wallek 80’ | Marcatori | 36’ Klausmann 41’ Plaggemeyer 44’ Bordt 46’ Klinge |

| Arbitro: | Horeis |

|                            |           |                        |
| Klinge 58’ Plaggemeyer 60’ | Marcatori | 12’, 39’, 50’ Schonert |

| Arbitro: | Pauly |

|                                                         |           |                        |
| Ludwig 16’, 44’ Mödrath 28’, 32’, 48’, 73’ Wesseler 80’ | Marcatori | 35’ Dybowski 52’ Hayer |

#### Girone di ritorno
| Arbitro: | Assenmacher |

|                      |           |  |
| Sinnigen 5’ Abel 88’ | Marcatori |  |

| Gottinga 2 gennaio 1977 21ª giornata | Göttingen | 0 – 0 referto | St. Pauli | Jahnstadion (4 000 spett.)\| Arbitro: \| Kaiser \| |
| Arbitro:                             | Kaiser    |               |           |                                                    |

| Arbitro: | Halfter |

|                   |           |            |
| Petković 58’, 89’ | Marcatori | 70’ Zindel |

| Arbitro: | Basedow |

|                        |           |          |
| Klinge 8’ Krawczyk 59’ | Marcatori | 30’ Dahl |

| Arbitro: | Richter |

|                                    |           |                   |
| Babington 9’ Horsch 19’ Hammes 29’ | Marcatori | 90’ (rig.) Zindel |

| Arbitro: | Eggers |

|                         |           |              |
| Dybowski 66’ Klinge 88’ | Marcatori | 52’ Mattsson |

| Arbitro: | Heymann |

|              |           |           |
| Dzieciol 63’ | Marcatori | 7’ Klinge |

| Arbitro: | Teichert |

|               |           |  |
| Klausmann 75’ | Marcatori |  |

| Berlino 6 marzo 1977 28ª giornata | Wacker 04 Berlino | 0 – 0 referto | Göttingen | Sportplatz Wackerweg (1 000 spett.)\| Arbitro: \| Milkert \| |
| Arbitro:                          | Milkert           |               |           |                                                              |

| Arbitro: | Kopka |

|                                              |           |                               |
| Klinge 26’, 70’ Zindel 32’, 52’ Dybowski 35’ | Marcatori | 18’ Götz 29’ Budde 39’ Redder |

| Arbitro: | Leyding |

|                 |           |                                   |
| Plaggemeyer 31’ | Marcatori | 27’ Klose 44’ Bebensee 78’ Mrosko |

| Arbitro: | Risse |

|  |           |                 |
|  | Marcatori | 46’, 61’ Klinge |

| Gottinga 2 aprile 1977 32ª giornata | Göttingen | 0 – 0 referto | Osnabrück | Jahnstadion (4 500 spett.)\| Arbitro: \| Uhlig \| |
| Arbitro:                            | Uhlig     |               |           |                                                   |

| Essen 7 aprile 1977 33ª giornata | Schwarz-Weiß Essen | 0 – 0 referto | Göttingen | Grugastadion (2 500 spett.)\| Arbitro: \| Schütte \| |
| Arbitro:                         | Schütte            |               |           |                                                      |

| Arbitro: | Jensen |

|            |           |                              |
| Klinge 75’ | Marcatori | 5’ Kehr 7’ Breuer 55’ Mertes |

| Arbitro: | Sommershoff |

|                        |           |  |
| Eilenfeldt 32’ Hey 35’ | Marcatori |  |

| Arbitro: | Reichmann |

|                                                                                                |           |  |
| Klinge 8’, 48’, 55’, 67’, 89’ Plaggemeyer 38’ Hayer 69’ Kuhlmeyer 73’ (aut.) Gruler 86’ (rig.) | Marcatori |  |

| Arbitro: | Hilker |

|                                                   |           |  |
| Rehbach 23’ Schonert 59’ Ziegler 67’ Elfering 89’ | Marcatori |  |

| Arbitro: | Gathmann |

|                           |           |             |
| Hayer 10’, 90’ Klinge 59’ | Marcatori | 71’ Mödrath |

### Coppa di Germania
| Arbitro: | Luca |

|                                |           |                |
| Schuberth 77’ Bordt 82’ (aut.) | Marcatori | 60’ Hochheimer |

## Statistiche

### Statistiche di squadra
| Competizione      | Punti | In casa | In casa | In casa | In casa | In casa | In casa | In trasferta | In trasferta | In trasferta | In trasferta | In trasferta | In trasferta | Totale | Totale | Totale | Totale | Totale | Totale | DR  |
| Competizione      | Punti | G       | V       | N       | P       | Gf      | Gs      | G            | V            | N            | P            | Gf           | Gs           | G      | V      | N      | P      | Gf     | Gs     | DR  |
| ----------------- | ----- | ------- | ------- | ------- | ------- | ------- | ------- | ------------ | ------------ | ------------ | ------------ | ------------ | ------------ | ------ | ------ | ------ | ------ | ------ | ------ | --- |
| 2. Bundesliga     | 31    | 19      | 8       | 4       | 7       | 36      | 27      | 19           | 3            | 5            | 11           | 21           | 40           | 38     | 11     | 9      | 18     | 57     | 67     | -10 |
| Coppa di Germania | -     | 0       | 0       | 0       | 0       | 0       | 0       | 1            | 0            | 0            | 1            | 1            | 2            | 1      | 0      | 0      | 1      | 1      | 2      | -1  |
| Totale            | 31    | 19      | 8       | 4       | 7       | 36      | 27      | 20           | 3            | 5            | 12           | 22           | 42           | 39     | 11     | 9      | 19     | 58     | 69     | -11 |

### Andamento in campionato
| Giornata  | 1 | 2  | 3  | 4  | 5  | 6  | 7  | 8  | 9  | 10 | 11 | 12 | 13 | 14 | 15 | 16 | 17 | 18 | 19 | 20 | 21 | 22 | 23 | 24 | 25 | 26 | 27 | 28 | 29 | 30 | 31 | 32 | 33 | 34 | 35 | 36 | 37 | 38 |
| --------- | - | -- | -- | -- | -- | -- | -- | -- | -- | -- | -- | -- | -- | -- | -- | -- | -- | -- | -- | -- | -- | -- | -- | -- | -- | -- | -- | -- | -- | -- | -- | -- | -- | -- | -- | -- | -- | -- |
| Luogo     | C | T  | C  | T  | C  | T  | C  | T  | C  | T  | T  | C  | T  | C  | T  | C  | T  | C  | T  | T  | C  | T  | C  | T  | C  | T  | C  | T  | C  | C  | T  | C  | T  | C  | T  | C  | T  | C  |
| Risultato | N | N  | N  | P  | V  | P  | P  | V  | P  | N  | P  | P  | P  | P  | P  | V  | V  | P  | P  | P  | N  | P  | V  | P  | V  | N  | V  | N  | V  | P  | V  | N  | N  | P  | P  | V  | P  | V  |
| Posizione | 9 | 10 | 12 | 16 | 12 | 14 | 15 | 15 | 15 | 14 | 15 | 16 | 16 | 17 | 18 | 18 | 16 | 17 | 17 | 17 | 18 | 18 | 18 | 19 | 18 | 17 | 16 | 16 | 16 | 16 | 16 | 16 | 16 | 16 | 16 | 16 | 17 | 17 |

Legenda:

Luogo: C = Casa; T = Trasferta. Risultato: V = Vittoria; N = Pareggio; P = Sconfitta.

### Statistiche dei giocatori
| Giocatore      | 2. Bundesliga | 2. Bundesliga | 2. Bundesliga | 2. Bundesliga | Coppa di Germania | Coppa di Germania | Coppa di Germania | Coppa di Germania | Totale   | Totale | Totale      | Totale     |
| Giocatore      | Presenze      | Reti          | Ammonizioni   | Espulsioni    | Presenze          | Reti              | Ammonizioni       | Espulsioni        | Presenze | Reti   | Ammonizioni | Espulsioni |
| -------------- | ------------- | ------------- | ------------- | ------------- | ----------------- | ----------------- | ----------------- | ----------------- | -------- | ------ | ----------- | ---------- |
| M. Behrendt    | 36            | 0             | 1             | 0             | 1                 | 0                 | 0                 | 0                 | 37       | 0      | 1           | 0          |
| M. Bordt       | 22            | 3             | 2             | 0             | 1                 | 0                 | 1                 | 0                 | 23       | 3      | 3           | 0          |
| B. Brendel     | 0             | 0             | 0             | 0             | 0                 | 0                 | 0                 | 0                 | 0        | 0      | 0           | 0          |
| U. Dreyer      | 34            | 0             | 3             | 0             | 1                 | 0                 | 0                 | 0                 | 35       | 0      | 3           | 0          |
| W. Dybowski    | 29            | 3             | 1             | 0             | 1                 | 0                 | 0                 | 0                 | 30       | 3      | 1           | 0          |
| H. Evers       | 12            | 0             | 2             | 0             | 0                 | 0                 | 0                 | 0                 | 12       | 0      | 2           | 0          |
| K. Goetz       | 2             | 0             | 0             | 0             | 0                 | 0                 | 0                 | 0                 | 2        | 0      | 0           | 0          |
| W. Gruler      | 31            | 3             | 0             | 0             | 1                 | 0                 | 0                 | 0                 | 32       | 3      | 0           | 0          |
| H. Hayer       | 32            | 5             | 1             | 0             | 1                 | 0                 | 0                 | 0                 | 33       | 5      | 1           | 0          |
| H. Hinberg     | 15            | 0             | 0             | 0             | 0                 | 0                 | 0                 | 0                 | 15       | 0      | 0           | 0          |
| D. Hochheimer  | 16            | 2             | 2             | 0             | 1                 | 1                 | 0                 | 0                 | 17       | 3      | 2           | 0          |
| R. Hollasch    | 30            | 1             | 6             | 0             | 1                 | 0                 | 0                 | 0                 | 31       | 1      | 6           | 0          |
| L. Hübner      | 31            | 0             | 3             | 0             | 1                 | 0                 | 1                 | 0                 | 32       | 0      | 4           | 0          |
| U. Klausmann   | 27            | 4             | 1             | 0             | 1                 | 0                 | 0                 | 0                 | 28       | 4      | 1           | 0          |
| W. Klinge      | 27            | 18            | 7             | 0             | 0                 | 0                 | 0                 | 0                 | 27       | 18     | 7           | 0          |
| J. Krawczyk    | 30            | 2             | 2             | 0             | 0                 | 0                 | 0                 | 0                 | 30       | 2      | 2           | 0          |
| B. Krech       | 1             | 0             | 0             | 0             | 0                 | 0                 | 0                 | 0                 | 1        | 0      | 0           | 0          |
| G. Müller      | 33            | 2             | 2             | 0             | 1                 | 0                 | 0                 | 0                 | 34       | 2      | 2           | 0          |
| W. Plaggemeyer | 30            | 5             | 1             | 0             | 0                 | 0                 | 0                 | 0                 | 30       | 5      | 1           | 0          |
| K. Scherz      | 1             | 0             | 0             | 0             | 0                 | 0                 | 0                 | 0                 | 1        | 0      | 0           | 0          |
| D. Wolter      | 0             | 0             | 0             | 0             | 0                 | 0                 | 0                 | 0                 | 0        | 0      | 0           | 0          |
| M. Zindel      | 30            | 7             | 7             | 1             | 1                 | 0                 | 0                 | 0                 | 31       | 7      | 7           | 1          |